# Vincent Novello
Vincent Novello (Londres, 6 de setembre de 1781 – Niça, 9 d'agost de 1861), fou un músic anglès d'origen italià.
Va compondre música sagrada i fou l'introductor a Anglaterra de les composicions desconegudes fins aleshores dels grans mestres. La seva primera obra, una col·lecció de Sacred Music, as performed at the Royal Portuguese Chapel (1811), reuneix també l'especial interès de ser la primera que inaugurà la casa editorial del mateix nom, i que fou formalment organitzada, el 1829, pel seu fill Joseph Alfred Novello.
Vincent Novello, fou el pare d'onze fills; dos van morir en la infància, dos van sobreviure a la infància, però va morir en l'adolescència, i un fill van morir en l'edat adulta primerenca. Un dels fills Joseph Alfred, i cinc filles van sobreviure i varen continuar la tradició musical familiar. Una d'aquestes cinc filles fou l'escriptora Mary Cowden Clarke (nom de casada).
Amb Vincent començà la Novello (nissaga de músics).